# 胡耀邦故居 (北京)
胡耀邦故居是位于中国北京市的胡耀邦的故居，主要有富强胡同6号、会计司胡同25号两处。

## 简介
1955年，胡耀邦迁居北京市东城区王府井大街北段西侧的富强胡同6号的共青团中央宿舍，在此居住了29年，直到1984年。其间，该处房屋只在1976年进行过一次维修。有人主动提出要给胡耀邦配置家具或调换房屋，都被胡耀邦拒绝。
1980年代初，中共中央办公厅数次劝说胡耀邦迁入中南海居住，但胡耀邦不肯，并称要在富强胡同住到老。最后，邓小平和陈云亲自出面，胡耀邦才同意迁居，但条件是：“在中南海外面，离得近点就行，房子一不要好，二不要大。”1984年，胡耀邦迁居紧靠中南海东门的会计司胡同25号院内紧贴中南海红墙的一座普通四合院。
会计司胡同25号院设有一扇蓝灰色大铁门，院内有几户人家，其中朱红色大门内是胡耀邦的家。胡耀邦家是一座四合院，该院原是清朝内务府会计司衙门的旧址，据说曹雪芹的远亲曾在此办公，也是内务府会计司閹太監的地方。胡耀邦迁入时，房屋破旧，年久失修，房管人员查看后认为需大修，有关人员还拿来了设计图纸，胡耀邦则对秘书说：“我们岁数都这么大了，还能住几年？要修，等以后老百姓都有了房子再修。”胡耀邦只让工作人员粉刷了墙壁便入住了。
出任中共中央总书记后，胡耀邦未迁居中南海，而仍居住在会计司胡同。为方便工作，胡耀邦就在中南海红墙上开了个门，将他家的后门与中南海连通，而前门则仍开向胡同。胡耀邦逝世后，该处房屋由胡耀邦的夫人李昭及三个儿子居住。
如今，胡耀邦的纪念堂设在家中原来的会客厅内，前面有一株种植于大约18世纪的枣树。担任中共中央总书记期间，胡耀邦若不在中南海勤政殿的办公室，便在此会客厅处理公务。会客厅内的沙发、茶几、书柜，均是1980年代的样式，水壶、杯子则是1960年代的样式，现在仍然保持原状。2010年代初，会客厅东面置有一张胡耀邦的大幅照片，西面则是根据胡耀邦和夫人李昭的照片绘制的两幅油画，油画中的胡耀邦着西装，神情安祥。